# Cloughduv
Cloughduv är en ort i republiken Irland.   Den ligger i provinsen Munster, i den södra delen av landet, 240 km sydväst om huvudstaden Dublin. Cloughduv ligger 60 meter över havet och antalet invånare är 350.
Terrängen runt Cloughduv är huvudsakligen platt. Cloughduv ligger nere i en dal. Runt Cloughduv är det ganska tätbefolkat, med 230 invånare per kvadratkilometer. Närmaste större samhälle är Ballincollig, 14,6 km öster om Cloughduv. Trakten runt Cloughduv består i huvudsak av gräsmarker.